# Boris Savelev
Boris Savelev, en russe : Борис Александрович Савельев, né en 1947 à Tchernivtsi (RSS d'Ukraine) est un photographe soviétique puis russe.
Il est reconnu pour son approche réaliste et sa capacité à capturer la vie du quotidien en milieu urbain. Formé initialement en ingénierie aérospatiale, il s'est tourné vers la photographie dans les années 1970, développant un style distinctif qui allie lumière, forme et couleur.

## Biographie
Après avoir obtenu son diplôme de l'Institut d'aviation de Moscou en 1972, Savelev a travaillé comme ingénieur tout en poursuivant sa passion pour la photographie. En 1982, il devient photographe indépendant, collaborant avec diverses maisons d'édition en Russie et en Ukraine. Son premier ouvrage publié, Secret City (1988), présente des photographies en couleur prises avec le film Orwachrome, offrant un aperçu de la Russie soviétique en période de bouleversements.

## Style et œuvre
Le travail de Savelev est souvent décrit comme du « réalisme observationnel », mettant l'accent sur la lumière et la forme. Influencé par son bagage scientifique, son esthétique constructiviste se manifeste dans ses compositions soigneusement élaborées. Il a exploré diverses techniques photographiques, passant du noir et blanc à la couleur dans les années 1980, et adoptant la photographie numérique dans les années 2000. Ses œuvres capturent des scènes urbaines banales, transformées en images intrigantes par son utilisation magistrale de la lumière et de l'ombre.

## Expositions (sélection)
- Paris Photo 2022, Grand Palais Éphémère, Paris, 2022[3].
- Boris Savelev, Michael Hoppen Gallery, Londres, 2014[4].
- 31 Years, Michael Hoppen Gallery, Londres, 2009.
- Viewfinder – A Way to Look, Espacio Cultural Serrería Belga, Madrid, 2024[5].

## Collections
- Museum of Modern Art (MoMA), New York.
- Staatsgalerie Stuttgart, Allemagne[6].
- Saarland Museum, Sarrebruck, Allemagne[7].
- Museum of Fine Arts, Santa Fe, Nouveau-Mexique.

## Publications
- Secret City: Photographs from the USSR, Thames & Hudson, 1988[8].
- Saarland Museum, Sarrebruck, Allemagne.

## Récompenses
En 2024, Boris Savelev a reçu le prix PHotoEspaña pour l'ensemble de sa carrière.